# Agriopodes jucundella
Agriopodes jucundella är en fjärilsart som beskrevs av Dyar 1922. Agriopodes jucundella ingår i släktet Agriopodes och familjen nattflyn. Inga underarter finns listade i Catalogue of Life.